# Филипини на Светском првенству у атлетици у дворани 2012.
Филипини су учествовали на Светском првенству у атлетици у дворани 2012. одржаном у Истанбулу од 9. до 11. марта. У дванаестом учешћу на светским првенствима у дворани, репрезентацију Филипина представљала је једна атлетичарка, која се такмичила у скоку удаљ.
Филипини нису освојили ниједну медаљу али њихова такмичарка остварила лични рекорд сезоне.

## Учесници
Жене:
- Марастела Торес — Скок удаљ

## Резултати

### Жене
| Атлетичарка     | Дисциплина | Лични рекорд | Квалификација | Квалификација | Финале                | Финале  | Детаљи |
| Атлетичарка     | Дисциплина | Лични рекорд | Резултат      | Место         | Резултат              | Место   | Детаљи |
| --------------- | ---------- | ------------ | ------------- | ------------- | --------------------- | ------- | ------ |
| Марастела Торес | Скок удаљ  | 6,06         | 5,98 ЛРС      | 19            | Није се квалификовала | 19 / 20 |        |